# Cropera testacea
Cropera testacea är en fjärilsart som beskrevs av Walker 1855. Cropera testacea ingår i släktet Cropera och familjen tofsspinnare. Inga underarter finns listade i Catalogue of Life.